# 普莱西德湖
普莱西德湖（英語：Lake Placid），又譯宁静湖、靜湖，是美国纽约州北部的湖泊，位于同名村庄北侧，面积约2,170英亩（8.8平方千米），平均深度约50英尺（15米）。